# Beata Vergine Maria Addolorata a Piazza Buenos Aires (titolo cardinalizio)
Beata Maria Vergine Addolorata a piazza Buenos Aires (in latino: Titulus Beatæ Mariæ Virginis Perdolentis ad forum Bonærense) è un titolo cardinalizio istituito da papa Paolo VI il 7 giugno 1967 con la costituzione apostolica Sunt hic Romae. Il titolo insiste sulla chiesa di Santa Maria Addolorata a piazza Buenos Aires.

## Titolari
- Nicolás Fasolino (26 giugno 1967 - 13 agosto 1969 deceduto)
  - Titolo vacante (1969 - 1973)
- Raúl Francisco Primatesta (5 marzo 1973 - 1º maggio 2006 deceduto)
- Estanislao Esteban Karlic (24 novembre 2007 - 8 agosto 2025 deceduto)